# Super Hexagon
Super Hexagon è un videogioco d'azione indipendente sviluppato da Terry Cavanagh. 
La colonna sonora è stata creata da Niamh Houston (accreditata come "Chipzel"). Originariamente distribuito per iOS nel settembre 2012, le versioni per Windows e macOS furono commercializzate tre mesi dopo su Steam, e la versione Android è stata pubblicata nel gennaio 2013,, mentre le versioni BlackBerry e Linux seguirono nel febbraio 2013. Il gioco si basa su un precedente progetto di Terry Cavanagh, Hexagon, che fu creato appositamente per una game-session di dodici ore all'inizio del 2012.

## Modalità di gioco
Lo scopo del gioco è quello di muovere un cursore triangolare circondato da esagoni concentrici (i quali occasionalmente collassano in un pentagono o quadrato nei livelli di difficoltà Hexagon e Hyper hexagon) al fine di evitare il contatto con le pareti che implodono. Il gioco ha sei livelli di difficoltà, ovvero un set di modalità "Normal" - Hexagon, Hexagoner, and Hexagonest - e un set di versioni "Hyper" di questi livelli i quali vengono sbloccati solo dopo essere sopravvissuti per 60 secondi o più nelle loro rispettive modalità normali. Dopo un minuto di sopravvivenza si passa direttamente dalla modalità Normal alla rispettiva Hyper, con differenze di colorazione, velocità e sequenze di ostacoli del livello. Sopravvivere ulteriormente ad altri 60 secondi nei primi due livelli (Hexagon and Hexagoner) comporterà uno scambio di tavolozza di colori, continuando alla stessa difficoltà. Sopravvivendo ulteriormente per altri 60 secondi (in modalità normale, questo significa che il giocatore dovra sopravvivere 180 secondi), il gioco cambierà al successivo livello della modalità Hyper Hexagonest.

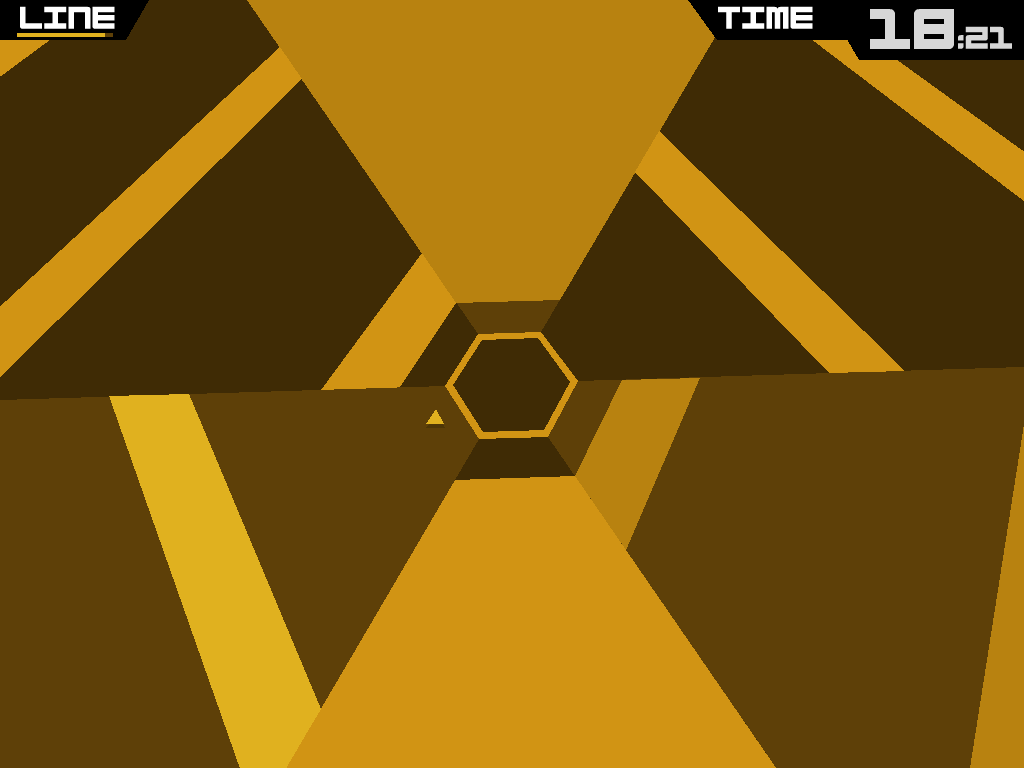
Hexagon

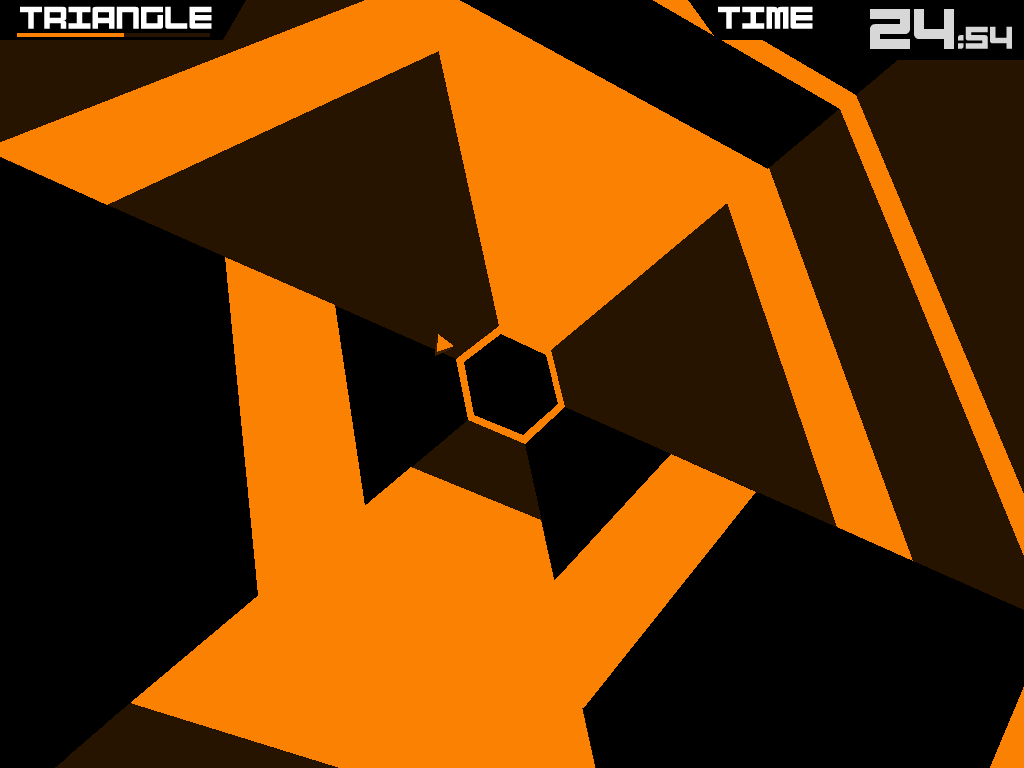
Hexagoner

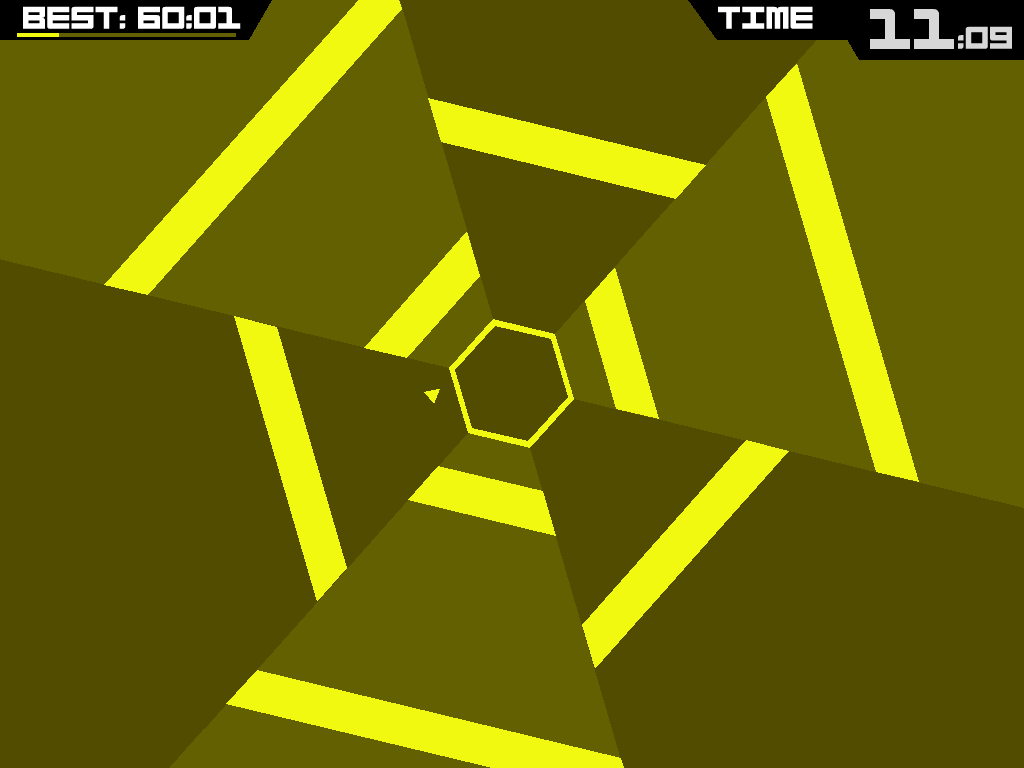
Hexagonest

Sopravvivere 120 secondi in Hexagonest non causerà ciò, ma sopravvivere per 60 secondi in Hyper Hexagonest porterà l'aspetto del gioco al seguente comportamento: Esagono stazionario (lato superiore ed inferiore dell'esagono paralleli al sopra e sotto dello schermo), sfondo nero, pareti. Ogni tentativo su qualsiasi difficoltà è temporizzato, con i migliori tempi di sopravvivenza salvati separatamente per ogni livello come record. Il timer si azzera in concomitanza con la "morte" (collisione con una parete). Tutti i punteggi più alti vengono registrati nelle classifiche, nelle quali i giocatori possono scegliere di guardare i record degli amici o i record globali. Ciò viene effettuato da Steam sul PC, dal Game Center per iOS e dal Google Play Games per Android.
I movimenti delle pareti sono diversi in ogni modalità, le quali eseguono diversi "pattern" (sequenze ripetute di movimenti), inducendo il giocatore ad imparare come districarsi in ogni set di mura. Le Hyper modes e i loro relativi livelli di difficoltà contengono sequenze di pattern simili con qualche variazione, ma appaiono più velocemente di quanto riscontrato prima.
Il gioco si conclude quando il giocatore sopravvive per 60 secondi alla difficoltà hexagonest (fine della modalità normale) e alla difficoltà hyper hexagonest (vera fine del gioco). Tuttavia la vera fine non può essere ottenuta finché non si sopravvive per 120 secondi alla modalità hexagonest.(completando i primi 60 secondi della difficoltà hexagonest subentrando immediatamente nell'hyper mode) Completando ogni livello, si sbloccano degli achievements disponibili sulle versioni Steam, iOS e Android.
La colonna sonora del gioco consiste in una serie di chiptunes basati sul ritmo del gioco. Il gioco include tre canzoni (Courtesy, Otis, e Focus) create da compositrice indipendente "Chipzel".

## Accoglienza
Super Hexagon ha ricevuto critiche positive, con un riscontro dell'86% sul sito di recensioni Metacritic per la versione iOS e dell'88% per la versione PC.
Il gioco è stato in corsa per il titolo di "Best of 2012" Game of the Year dell'App Store di Apple ed è stato finalista nel 2013 all'Independent Games Festival Excellence in Design award (perdendo contro FTL: Faster Than Light) con una "Honorable Mention" per il Seumas McNally Grand Prize. È stato nominato anche per il "British Game" nel British Academy Video Games Awards nel 2013.